# Tom Carroll
Thomas James Carroll (ur. 28 maja 1992 w Watford) – angielski piłkarz występujący na pozycji pomocnika w Exeter City. 
Były młodzieżowy reprezentant Anglii. Wychowanek Tottenhamu Hotspur.